# Gog et Magog (Buber)
 (juillet 2014).
Si vous disposez d'ouvrages ou d'articles de référence ou si vous connaissez des sites web de qualité traitant du thème abordé ici, merci de compléter l'article en donnant les références utiles à sa vérifiabilité et en les liant à la section « Notes et références ».
Gog et Magog est un ouvrage de Martin Buber (paru en hébreu en 1943, version anglaise For the Sake of Heaven, The Jewish Publication Society, 1945, version allemande en 1949). Selon l'éditeur américain Syracuse University Press (1999), c'est un roman, mais l'édition française (Gallimard 1959) l'appelle « Chronique de l'époque napoléonienne ». C'est surtout un ouvrage sur les conceptions et mœurs hassidiques autour de l'an 1800.
L'action se passe à Lublin et autres villes juives de l'Europe centrale. Les protagonistes sont tous des juifs hassidiques, soit des élèves (hassidim), soit des maîtres (rabbi, tsadikkim) de l'étude de la torah. Le drame du roman tourne autour de la succession d'un tsaddik renommé, rabbi Yaacob Yitzhak, surnommé Le Voyant, qui est établi à Lublin. Deux facteurs idéologiques interviennent: À l'intérieur du mouvement il y a les adeptes de la magie et ceux qui s'y opposent. À l'extérieur il y a les guerres et le rayonnement de Napoléon qui suscitent des espoirs messianiques chez certains hassidim, notamment chez Le Voyant. Ces espoirs sont tantôt positifs, voyant Napoléon comme l'homme de l'ordre, qui abolit le culte de l'Être suprême ; tantôt négatifs, croyant que l'enfantement du Messie soit favorisé par les douleurs et la tumulte de la guerre. 
Au-delà des luttes idéologiques l'action se concentre sur le pouvoir personnel du Voyant et les intrigues que suscite l'apparition d'un successeur potentiel, le Juif, ainsi surnommé parce qu'il porte le même nom de baptême que Le Voyant. 
Le Juif s'oppose à l'utilisation excessive de la magie par Le Voyant, bien qu'il fasse lui-même preuve de clairvoyance et d'intuition surnaturelle. À la suite des intrigues et médisances, Yaakob Yitzhak, Le Voyant, et celui qui aurait dû lui succéder périssent tous les deux. Le roman décrit une période où le hassidisme est corrompu par le pouvoir personnel et l'utilisation de la magie.